# Mauriceville
Mauriceville é uma Região censo-designada localizada no estado norte-americano do Texas, no Condado de Orange.

## Demografia
Segundo o censo norte-americano de 2000, a sua população era de 2743 habitantes.

## Geografia
De acordo com o United States Census Bureau tem uma área de
22,0 km², dos quais 22,0 km² cobertos por terra e 0,0 km² cobertos por água. Mauriceville localiza-se a aproximadamente 5 m acima do nível do mar.

## Localidades na vizinhança
O diagrama seguinte representa as localidades num raio de 16 km ao redor de Mauriceville.